# Mark David Chapman
Mark David Chapman (* 10. května 1955 Fort Worth, Texas) je vrah Johna Lennona, britského zpěváka a člena hudební skupiny The Beatles.
Johna Lennona zavraždil 8. prosince 1980 před bytovým domem The Dakota v New Yorku. Po zločinu zůstal na místě a do příjezdu policie si četl knihu Kdo chytá v žitě od J. D. Salingera, kterou uvedl jako zdroj své inspirace. Za tuto vraždu byl odsouzen na doživotí. Je uvězněn ve Státní věznici Attica poblíž Buffala ve státě New York. Podal již celkem třináct žádostí o propuštění, v pravidelných dvouletých intervalech (2000, 2002, 2004, 2006, 2008, 2010, 2012, 2014, 2016, 2018, 2020, 2022, 2024), ale všechny byly zamítnuty. Poslední, třináctá žádost, byla zamítnuta 7. března 2024.